# Wegekapelle Selm

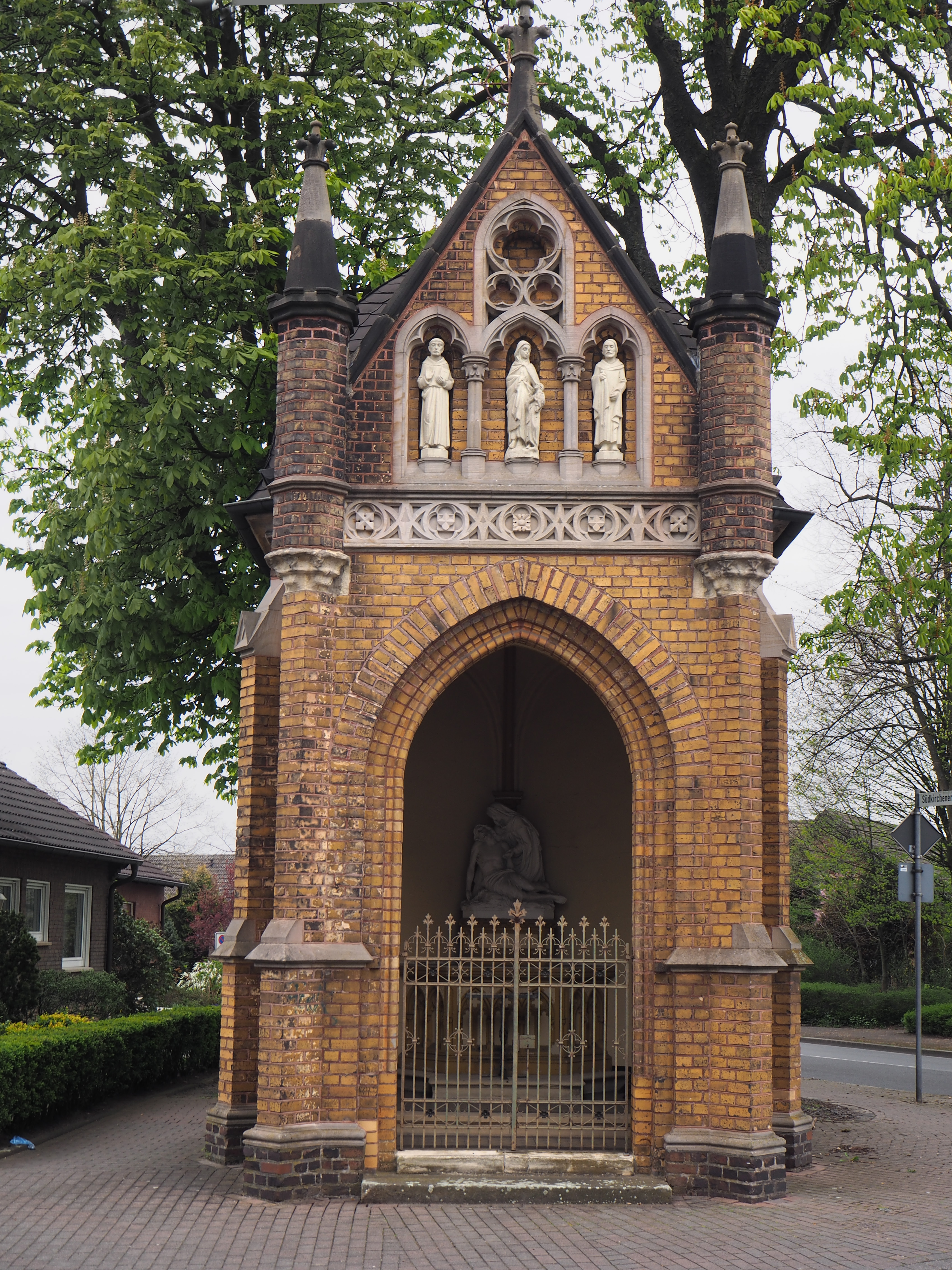
Kaldeweykapelle in Selm

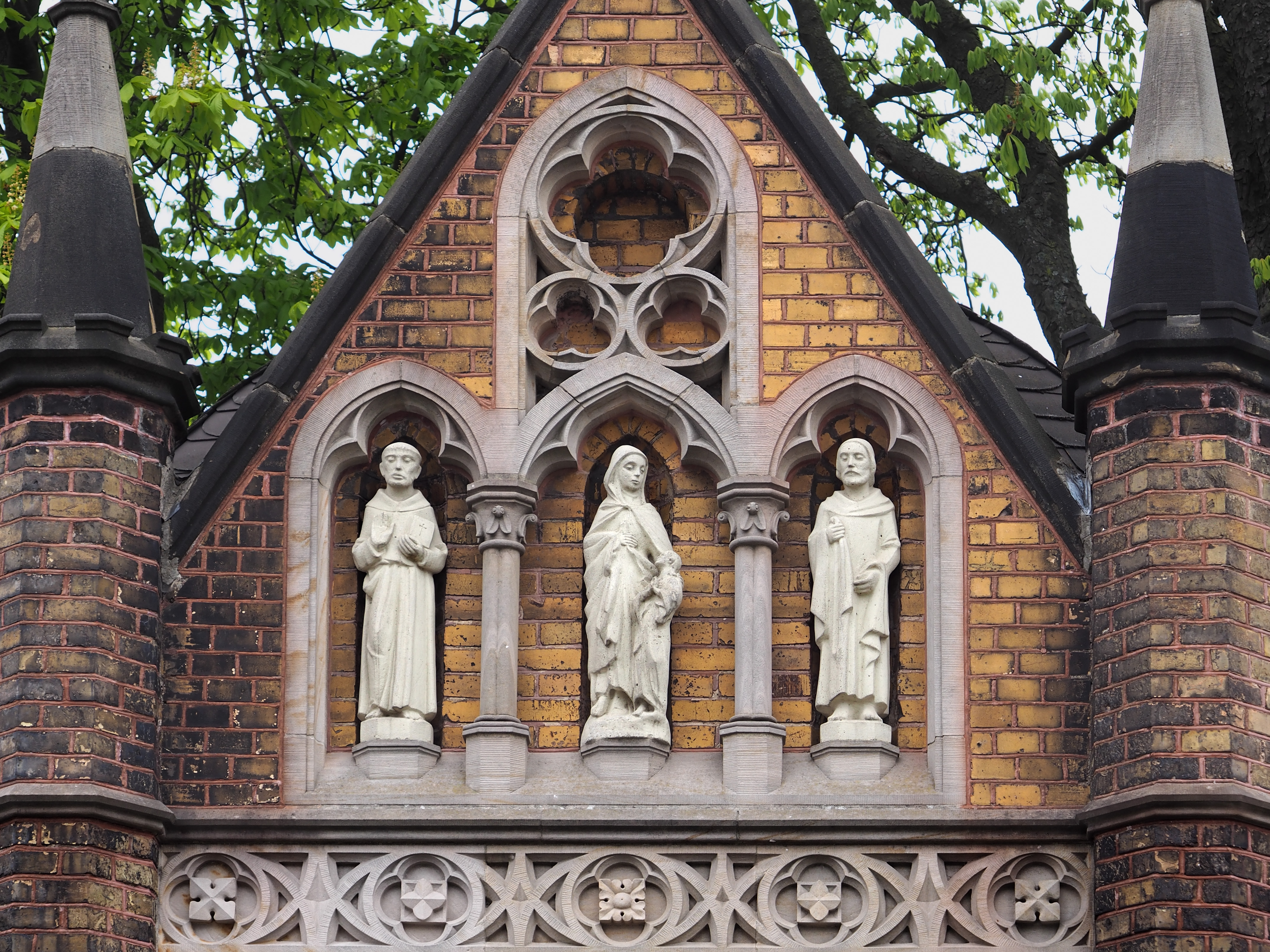
Giebel mit erneuerten Figuren

Die Wegekapelle an der Ecke Südkirchener Straße/Auf der Geist ist ein denkmalgeschütztes Kirchengebäude in Selm, im Kreis Unna (Nordrhein-Westfalen). Das Bauwerk wird im Volksmund als Kaldeweykapelle bezeichnet.

## Geschichte und Architektur
Es handelt sich um einen neugotischen Bau aus gelbem Backstein. Er wurde 1900 über vier Seiten eines Sechsecks errichtet. Die Front ist durch eine Spitzbogenarkade geöffnet. Der Giebel ist mit Maßwerkfries und einer dreiteiligen Maßwerkblende aus Sandstein geschmückt. Die darin stehenden Heiligenfiguren wurden erneuert.
Im Inneren befindet sich unter einem Rippengewölbe ein Gedenkmal für Gefallene mit einer Pietà nach Wilhelm Theodor Achtermann, geschaffen vom Bildhauer Wilhelm Bolte aus Münster.